# محمد صديق الحسيني
خواجة محبوب الله محمد صديق بن السيد محمد پرورش علي بن السيد حيدر علي الحسيني ويُعرف اختصارًا بـ محمد صديق الحسيني (29 شعبان 1263 – 19 ذو القعدة 1313هـ / 1847 – 2 مايو 1896م) فقيه حنبلي، ويُعتبر أول من أدخل مذهب أحمد بن حنبل إلى الهند. بدأ حياته على المذهب الحنفي، ثم تحول إلى المذهب الحنبلي بعد أن تأثر بتوجيهات رؤيا في منامه. وفي الهند، يُشتهر بلقب محبوب الله.

## نسبه
هو السيد محمد صديق بن السيد محمد پرورش علي بن السيد حيدر علي الحسيني. ينتهى نسبه إلى علي بن محمد بن علي بن موسى بن جعفر بن محمد بن علي بن الحسين بن علي بن أبي طالب.
أما والدته فهي عوض بيگم، بنت مير عبد الله الشهيد بن مير شجاع الدين حسين "قطب الهند"، ويعود نسبها من جهة الأم إلى محمد بن علي بن أبي طالب.

## سيرته
وُلد في مدينة حيدر آباد يوم 29 شعبان سنة 1263 هـ.
تلقى تعليمه الأولي على يد المولوي مسيح الزمان، بإشراف المولوي محمد زمان خان الشهيد. وأتم دراسته على يد المولوي نياز محمد. كان حافظًا للقرآن الكريم، ومتميزًا في تلاوته بأسلوب بليغ. كما برع في اللغات العربية والفارسية والأردية، وكان شاعرًا موهوبًا عُرف بتخلصه "خلق". وقد تتلمذ في علوم الشعر على يد المولوي شمس الدين، المعروف بتخلصه "فيض".
يُذكر أنه كان يتبع المذهب الحنفي، إلا أنه رأى في منامه عبد القادر الجيلاني، الذي طلب منه التحول إلى المذهب الحنبلي. فاستجاب لذلك، وألَّف أول كتاب في الفقه الحنبلي باللغة الأردية بعنوان "زاد آخرت"، وهو كتاب أُصدر في الأصل في مجلد واحد، لكنه نُشر لاحقًا في ثلاثة مجلدات.
أنجب ثلاثة أبناء: السيد عثمان الحسيني، والسيد محمد يحيى الحسيني، والسيد محمد باقر الحسيني، وابنة واحدة تُدعى أمة الله بيكم.
توفي في قاضي بورة بمدينة حيدر آباد ليلة الاثنين 19 ذو القعدة سنة 1313 هـ، الموافق 2 مايو 1896م. وصُلِّي عليه في مسجد مكة، ودُفن في مسجد النور بقاضي بورة إلى جوار والده.

## مؤلفاته
- زادِ آخرت، في فقه الحنبلي باللغة الأردية.
- افکارِ غیب، مجموعته الشعرية باللغة الأردية.